# 施圖爾彭山
47°1′24″N 10°53′0″E / 47.02333°N 10.88333°E

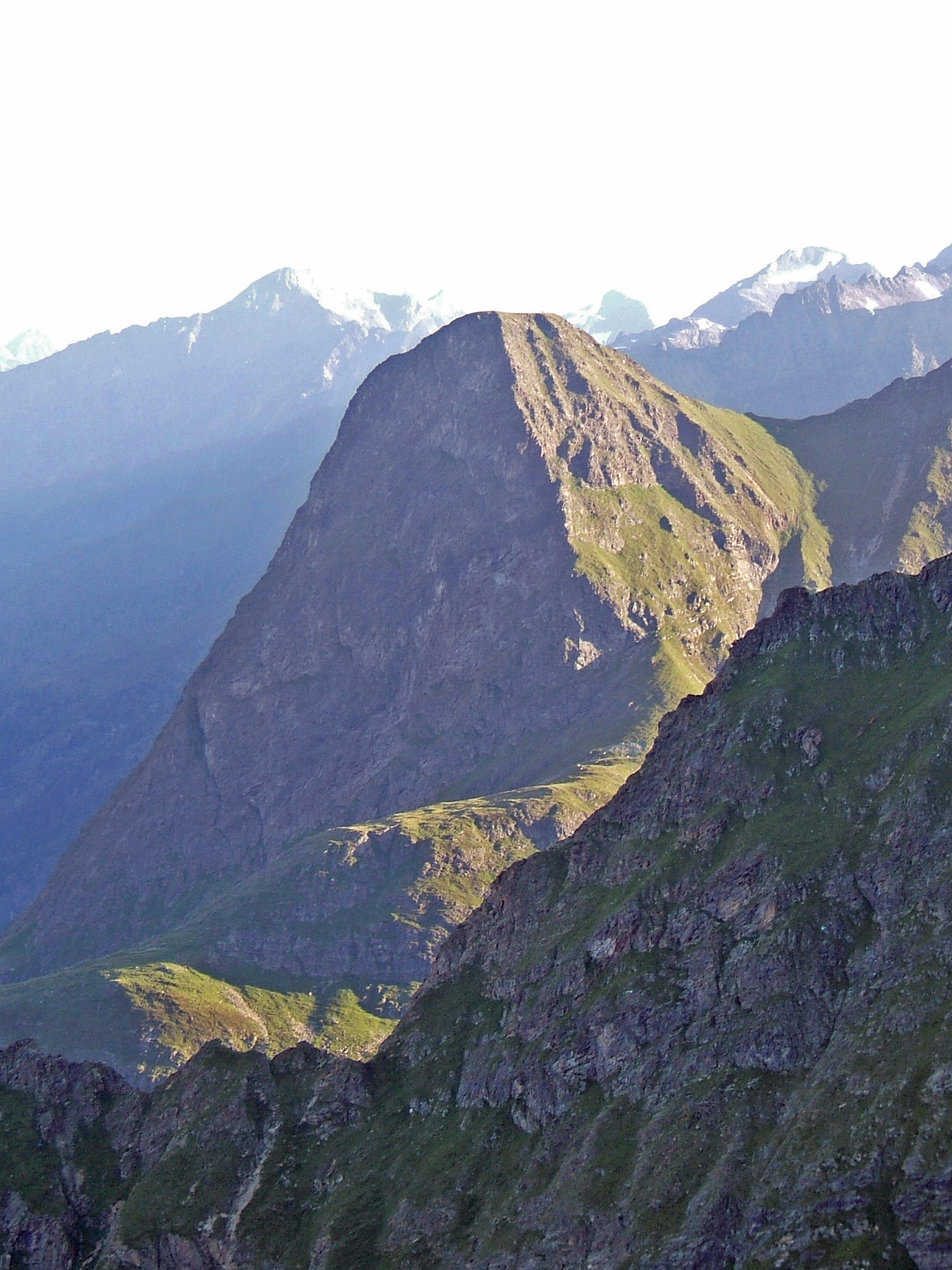

施圖爾彭山（德語：Sturpen），是奧地利的山峰，位於該國西部，由蒂羅爾州負責管轄，屬於奧茨塔爾阿爾卑斯山脈的一部分，距離洪德斯塔科格爾山0.4公里，海拔高度2,718米。